# Dagmar Huťková
Dagmar Huťková (Banská Bystrica, 20 dicembre 1971) è un'ex cestista slovacca, fino al 1992 cecoslovacca.

## Carriera
Con la Slovacchia ha disputato i Giochi olimpici di Sydney 2000, due edizioni dei Campionati mondiali (1994, 1998) e tre dei Campionati europei (1993, 1995, 1999).